# Bewusstseinsverlust (Star Trek: Raumschiff Voyager)
Bewusstseinsverlust (Originaltitel: Cathexis) ist die 13. Episode der ersten Staffel der US-amerikanischen Science-Fiction-Fernsehserie Star Trek: Raumschiff Voyager. Sie wurde in englischer Sprache erstmals am 1. Mai 1995 auf UPN ausgestrahlt. In Deutschland war sie zum ersten Mal am 6. September 1996 in einer synchronisierten Fassung bei Sat.1 zu sehen.

## Handlung
Im Jahr 2371 bei Sternzeit 48734.2 probiert Captain Kathryn Janeway auf der Voyager ein neues Holodeck-Programm aus, als sie darüber informiert wird, dass das Shuttle, mit dem der erste Offizier Chakotay und Sicherheitschef Tuvok zu einer Außenmission aufgebrochen sind, nicht auf Funksprüche reagiert. Janeway lässt sofort einen Abfangkurs setzen. Der Doktor stellt fest, dass Chakotay und Tuvok durch eine Energieentladung das Bewusstsein verloren haben. Tuvok erholt sich recht schnell wieder, doch Chakotay liegt im Koma und ist offenbar hirntot.
Tuvok berichtet, dass sie auf dem Rückweg von ihrer Mission in einen Nebel aus dunkler Materie gerieten und dort von einem unbekannten Raumschiff angegriffen wurden. Janeway will diesen Nebel genauer untersuchen. Währenddessen versucht Chefingenieurin B’Elanna Torres, ihrem Freund Chakotay zu helfen, indem sie auf der Krankenstation neben seinem Bett ein indianisches Medizinrad aufstellt. Die Ocampa Kes verspürt zugleich die Anwesenheit einer anderen Person, obwohl sie in ihrem Quartier ganz allein ist.
Der Nebel erweist sich als undurchdringlich für die Sensoren der Voyager. Plötzlich ändert das Schiff den Kurs und fliegt wieder von dem Nebel weg. Der Befehl dazu kam von der Steuerkonsole, doch der Pilot Tom Paris bestreitet, eine Kursänderung vorgenommen zu haben. Janeway lässt ihn die Steuerkontrolle überprüfen und Fähnrich Harry Kim erneut Kurs auf den Nebel setzen. Das Schiff reagiert allerdings nicht, denn Kims Konsole wird der Zugriff auf die Steuerung verweigert. Wieder scheint Paris hierfür verantwortlich zu sein. Der Doktor untersucht ihn, kann aber nichts ungewöhnliches feststellen. Tuvok gelingt es, die Steuerkontrolle wiederherzustellen. Er findet eine Ionen-Spur, die wohl zu dem fremden Schiff gehört und die einen komplizierten Kurs um einige Planetoiden innerhalb des Nebels beschreibt. Erneut wird der Weiterflug der Voyager verhindert, da Torres offenbar ihren Warp-Antrieb abschaltet. Auch ihr fehlt jede Erinnerung an diese Tat. Der Doktor findet heraus, dass sowohl Paris als auch Torres zu den Tatzeitpunkten abweichende Erinnerungsengramme aufweisen und dass diese sich untereinander ähneln. Er vermutet, dass ein unbekanntes Wesen zeitweise die Kontrolle über die beiden übernommen hat.
Janeway erkennt die Gefahr, die durch ein Wesen ausgeht, das jeden auf dem Schiff übernehmen kann. Der Doktor scheint als künstliche holografische Lebensform als einziger sicher zu sein, daher überträgt sie ihre Kommandocodes an ihn. Als Kes von ihrer Erfahrung berichtet, schlägt Tuvok vor, mit ihr eine vulkanische Gedankenverschmelzung durchzuführen, um mehr über das Wesen zu erfahren. Kurz darauf werden die beiden bewusstlos in einem Turbolift gefunden. Es scheint, als habe das Wesen sie angegriffen. Tuvok berichtet von einer Energieentladung, die aber von den Sensoren nicht erfasst wurde. Die Mannschaft bereitet den Einsatz eines Magneton-Scanners vor, der zuverlässigere Ergebnisse liefern soll. Bei der Behandlung von Kes fällt dem Doktor auf, dass ihre Verletzungen nicht zu einer Energieentladung passen, sondern eher zu einem körperlichen Angriff.
Kurz darauf wird der Doktor abgeschaltet und lässt sich nicht wieder aktivieren. Damit sind die Kommandocodes wieder auf Janeway übertragen. Um sie nicht in die Hände des fremden Wesens fallen zu lassen, will sie sie zwischen sich und Tuvok aufteilen. Auf der Brücke wird sie plötzlich von dem Wesen besessen und greift Tuvok an. Danach fährt es in mehrere weitere Offiziere, bis Tuvok schließlich die gesamte Brückenmannschaft mit einem gestreuten Phaserstrahl betäubt.
Als alle wieder zu sich gekommen sind, informieren Paris und Torres Janeway über merkwürdige Entdeckungen: Paris hat sich die letzten Aufzeichnungen des Doktors angesehen und der hatte herausgefunden, dass Kes’ Verletzungen offenbar von einem vulkanischen Nackengriff stammten. Torres hat das Shuttle untersucht und dabei entdeckt, dass dessen Logbücher gelöscht wurden und anschließend eine Beschädigung vorgetäuscht wurde. Torres konnte die Aufzeichnungen wiederherstellen, doch sie konnte darin keine Anzeichen eines fremden Schiffs finden. Janeway konfrontiert Tuvok damit und hat den Eindruck, dass er sie belügt. Sie sieht sich die von ihm entdeckte Ionen-Spur genauer an und stellt fest, die sie unmöglich von einem Raumschiffantrieb stammen kann. Plötzlich zieht Tuvok eine Waffe und nimmt die gesamte Brückenmannschaft als Geiseln, um den Weiterflug in den Nebel zu erzwingen. Als Kim darin Lebenszeichen registriert, gibt sich das Wesen in Tuvok zu erkennen. Sein Volk heißt Komar und dieser Nebel ist seine Heimat.
Plötzlich stoppt das Schiff erneut, denn Torres hat unter dem Einfluss eines fremden Wesens den Warpkern abgestoßen. Nun ist klar, dass zwei Wesen an Bord sind, die offenbar entgegengesetzte Interessen haben. Das Wesen in Tuvok will die Voyager in den Nebel hineinsteuern, das andere Wesen will dies unbedingt verhindern. Janeway fällt auf, dass Torres nicht die Berechtigung hat, den Warpkern eigenmächtig abzustoßen. Laut Computer kam der Befehl von Chakotay. Es scheint, dass sein Bewusstsein durch das Schiff wandelt und es vor einer drohenden Gefahr beschützen will. Tuvok aktiviert die Notfalltriebwerke und erklärt, die Komar hätten vor, die neurale Energie aller Besatzungsmitglieder der Voyager zu extrahieren, denn davon könnten sie jahrelang leben. Janeway aktiviert den Magneton-Scan, der als Nebeneffekt ein Schwindelgefühl verursacht. Tuvok ist hierdurch kurz benommen. Er kann überwältigt werden und das fremde Wesen fährt aus seinem Körper.
Paris versucht, die Voyager wieder aus dem Nebel herauszusteuern, aufgrund von Tuvoks kompliziertem Kurs erweist sich das jedoch als schwierig. Die Rettung kommt durch den Koch Neelix. Unter dem Einfluss von Chakotay ordnet er die Steine auf dem Medizinrad neu an. Paris erkennt darin eine Karte des Nebels und kann mit ihrer Hilfe den richtigen Kurs setzen. Der Warpkern wird wieder eingesammelt und der Doktor wieder aktiviert. Es gelingt ihm, Chakotays Bewusstsein wieder in dessen Körper zu übertragen.

## Verbindungen zu anderen Star-Trek-Produktionen
Janeways Holodeck-Programm kommt später noch in zwei weiteren Folgen von Star Trek: Raumschiff Voyager vor.

## Produktion

### Drehbuch und Regie
Der Arbeitstitel der Folge lautete Intruder Alert.
Die Holodeck-Szenen wurden bereits während der Produktion von Folge 1.07 (Das Nadelöhr) gedreht, jedoch nicht für diese Folge, sondern erst für Bewusstseinsverlust verwendet. Sie wurden von Winrich Kolbe, dem Regisseur von Das Nadelöhr inszeniert. In den Credits von Bewusstseinsverlust ist allerdings Kim Friedman als alleinige Regisseurin aufgeführt. Auch Jeri Taylor, die diese Szenen geschrieben hatte, wird in den Credits von Bewusstseinsverlust nicht als Drehbuchautorin genannt.
Das Holodeck-Programm basiert auf Elementen aus den Romanen Jane Eyre von Charlotte Brontë und Rebecca von Daphne du Maurier sowie der Novelle The Turn of the Screw von Henry James.
Die Haupthandlung ist laut Michael Piller von Agatha Christies Kriminalroman Und dann gabs keines mehr inspiriert.

### Darsteller
Brian Markinson spielte Peter Durst noch einmal in Folge 1.14 (Von Angesicht zu Angesicht) von Star Trek: Raumschiff Voyager. Er hatte zuvor bereits Vorin in Folge 7.13 (Die oberste Direktive) von Raumschiff Enterprise – Das nächste Jahrhundert gespielt. Später spielte er noch Elias Giger in Folge 5.25 (Die Karte) von Star Trek: Deep Space Nine.
Michael Cumpsty spielte Lord Burleigh noch einmal in Folge 2.08 (Rätselhafte Visionen) von Star Trek: Raumschiff Voyager.
Carolyn Seymour spielte Mrs. Templeton noch einmal in Folge 2.08 (Rätselhafte Visionen) von Star Trek: Raumschiff Voyager. Sie hatte zuvor bereits drei Gastrollen in je einer Folge von Raumschiff Enterprise – Das nächste Jahrhundert gespielt.

### Kostüme
In dieser Folge wurde ein Kostümfehler korrigiert, der sich seit dem Pilotfilm durchgezogen hatte: Tuvok hatte das Rangabzeichen eines Lieutenant Commanders getragen, obwohl er stets nur als Lieutenant angeredet worden war und auch im Vorspann als solcher aufgeführt ist. Ab dieser Folge trägt er das korrekte Abzeichen eines Lieutenants.
Ohne nähere Erklärung wurden auch die Rangabzeichen von Tom Paris und B’Elanna Torres vom vollen Lieutenant zum Lieutenant Junior Grade herabgestuft.

## Rezeption
Keith DeCandido bewertete Bewusstseinsverlust 2020 auf tor.com als eine durchschnittliche Folge von Star Trek: Raumschiff Voyager. Er verglich sie mit der unmittelbar vorangegangenen Folge Helden und Dämonen, da beide hinlänglich bekannte Star-Trek-Standardgeschichten erzählen. Helden und Dämonen schafft es seiner Meinung nach, den Unterhaltungswert deutlich zu steigern, indem es durch den Einsatz des Doktors gezielt die Stärken von Star Trek: Raumschiff Voyager nutzt. In Bewusstseinsverlust sei dies leider nicht der Fall. Er sah die Folge auch als eine verpasste Gelegenheit, um Spannungen zwischen der Sternenflotten- und der Maquis-Mannschaft zu zeigen, denn die ersten Personen, die sich seltsam verhalten, sind Paris (ein früherer Verbrecher) und Torres (ein Maquis-Mitglied). Janeway zieht aber nicht einmal in Betracht, dass eine Verschwörung im Gange sein könnte, sondern geht sofort von einer äußeren Bedrohung aus. Chakotays Medizinrad fand DeCandido zu klischeehaft. Ansonsten fand er die Geschichte recht gut inszeniert und die Auslösung, dass Tuvok von Anfang an von dem bösen Wesen besessen sei, empfand er als überraschend.